# Virgilius van Tuil op zoek naar een taart
Virgilius van Tuil op zoek naar een taart is een Nederlandstalige jeugdroman, geschreven door Paul Biegel en uitgegeven in 1979 bij Uitgeverij Holland in Haarlem. Het werk, waarvan de eerste editie geïllustreerd werd door Babs van Wely, is het tweede deel uit een vierluik over de dwerg Virgilius van Tuil, en werd achtereenvolgens vertaald in het Engels (1981), Duits (1985) en Spaans (1990).